# Ершук
Ершук — река в России, протекает в Бабушкинском районе Вологодской области. Устье реки находится в 9 км по левому берегу реки Юза. Длина реки составляет 14 км.
Исток Ершука расположен в заболоченном лесном массиве в 12 км к северо-востоку от села Воскресенское, центра Березниковского сельского поселения.
Ершук течёт на юго-запад по лесному массиву, крупных притоков нет. В среднем течении на правом берегу — деревня Минькино. Впадает в Юзу двумя километрами ниже села Воскресенское.

## Данные водного реестра
По данным государственного водного реестра России относится к Верхневолжскому бассейновому округу, водохозяйственный участок реки — Унжа от истока и до устья, речной подбассейн реки — Бассей притоков Волги ниже Рыбинского водохранилища до впадения Оки. Речной бассейн реки — (Верхняя) Волга до Куйбышевского водохранилища (без бассейна Оки).
Код объекта в государственном водном реестре — 08010300312110000014849.